# Bruno Dybal
Bruno Dybal (São Paulo, 3 maart 1994) is een Braziliaans voetballer.

## Carrière
Dybal begon zijn carrière in 2013 bij SE Palmeiras. Hierna kwam hij uit voor Oeste FC, Ventforet Kofu en Figueirense FC. Hij tekende in 2016 bij Gil Vicente FC in de Segunda Liga.